# Diplogelasinospora inaequalis
Diplogelasinospora inaequalis är en svampart som beskrevs av Udagawa 1973. Diplogelasinospora inaequalis ingår i släktet Diplogelasinospora, ordningen Sordariales, klassen Sordariomycetes, divisionen sporsäcksvampar och riket svampar.   Inga underarter finns listade i Catalogue of Life.